# Janssoniella ambigua
Janssoniella ambigua är en stekelart som beskrevs av Graham 1969. Janssoniella ambigua ingår i släktet Janssoniella och familjen puppglanssteklar. Enligt den finländska rödlistan är arten nära hotad i Finland. Arten är reproducerande i Sverige. Artens livsmiljö är lundskogar. Inga underarter finns listade i Catalogue of Life.